# Jack County
Das Jack County ist ein County im Bundesstaat Texas der Vereinigten Staaten. Das U.S. Census Bureau hat bei der Volkszählung 2020 eine Einwohnerzahl von 8.472 ermittelt. Der Sitz der County-Verwaltung (County Seat) befindet sich in Jacksboro.

## Geographie
Das County liegt nordnordöstlich des geographischen Zentrums von Texas und ist im Norden etwa 60 km von Oklahoma entfernt. Es hat eine Fläche von 2383 Quadratkilometern, wovon 9 Quadratkilometer Wasserfläche sind. Das Jack County grenzt im Uhrzeigersinn an folgende Countys: Clay County, Montague County, Wise County, Parker County, Palo Pinto County, Young County und Archer County.

## Geschichte
Jack County wurde am 27. August 1856 aus Teilen des Cooke County gebildet. Die Verwaltungsorganisation wurde am 1. Juli 1857 abgeschlossen. Benannt wurde es nach den Brüdern Patrick Churchill Jack (1808–1844) und William Houston Jack (1806–1844). Patrick Churchill war 1837/1838 Abgeordneter im Repräsentantenhaus der Republik Texas und 1840/1841 District Attorney. William Houston war 1829 Abgeordneter in der State Legislature von Alabama und diente danach als Offizier während der texanischen Revolution, wobei er in der Schlacht von San Jacinto kämpfte. Im Jahr 1836 war er Außenminister der Republik Texas und später Abgeordneter in ihrem Repräsentantenhaus und Senat.
Zwei Bauwerke im County sind im National Register of Historic Places („Nationales Verzeichnis historischer Orte“; NRHP) eingetragen (Stand 25. November 2021), wobei das Fort Richardson den Status eines National Historic Landmarks  hat.

## Demografische Daten

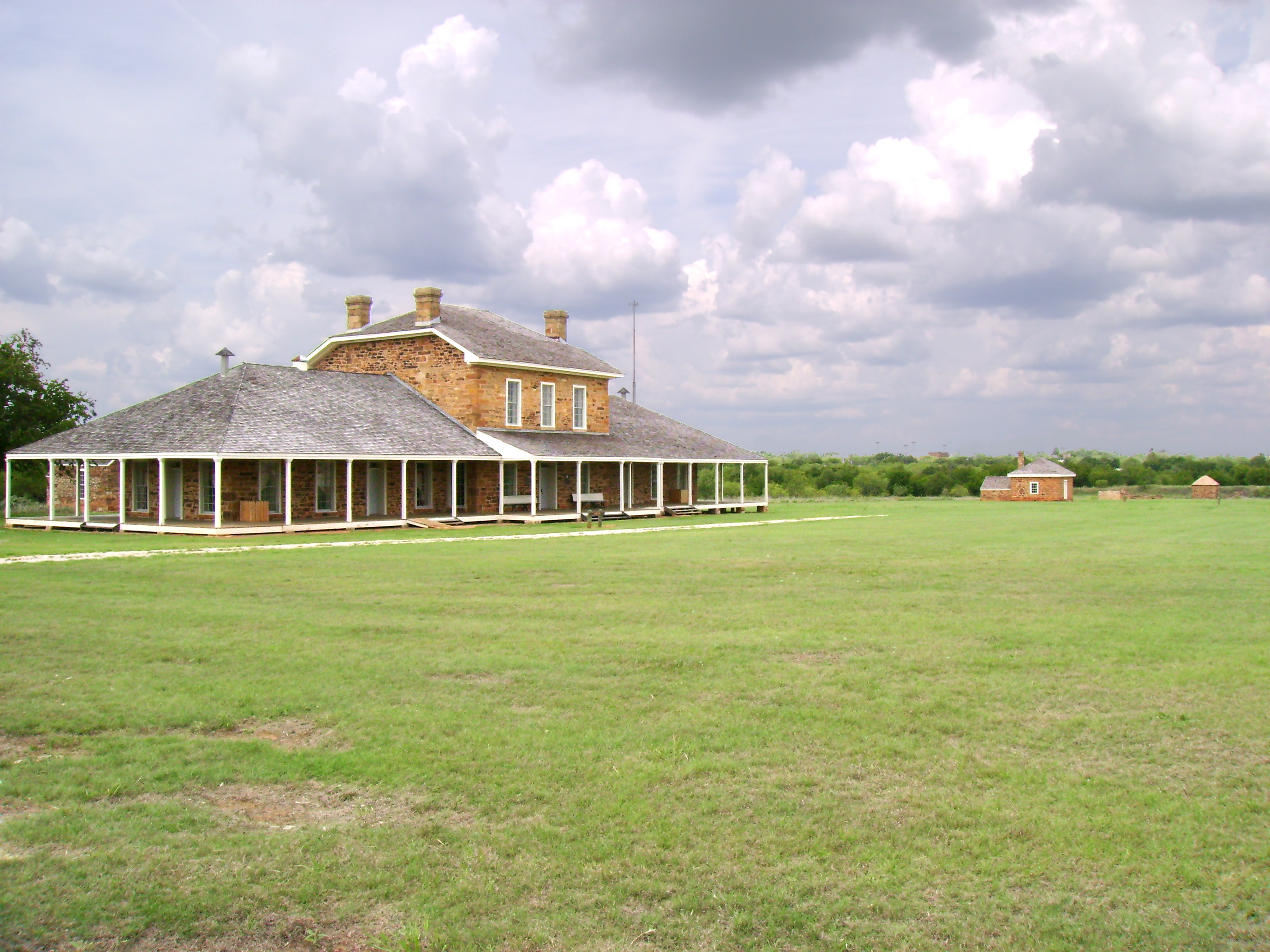
Fort Richardson, gelistet im NRHP mit der Nr. 66000816

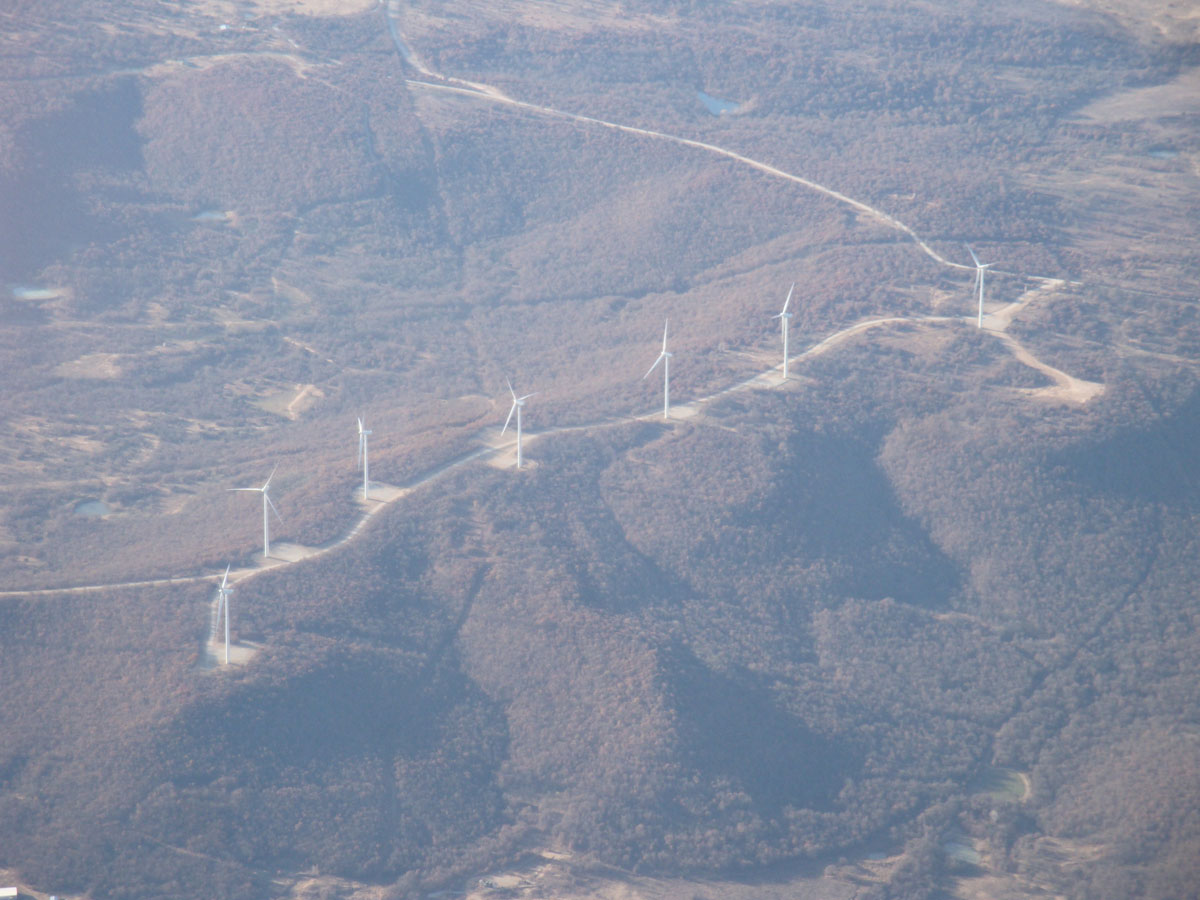
Luftaufnahme einer Windkraftanlage im Jack County

Nach der Volkszählung im Jahr 2000 lebten im Jack County 8.763 Menschen. Davon wohnten 1.081 Personen in Sammelunterkünften, die anderen Einwohner lebten in 3.047 Haushalten und 2.227 Familien. Die Bevölkerungsdichte betrug 4 Einwohner pro Quadratkilometer. Ethnisch betrachtet setzte sich die Bevölkerung zusammen aus 88,68 Prozent Weißen, 5,55 Prozent Afroamerikanern, 0,67 Prozent amerikanischen Ureinwohnern, 0,27 Prozent Asiaten, 0,02 Prozent Bewohnern aus dem pazifischen Inselraum und 3,83 Prozent aus anderen ethnischen Gruppen; 0,97 Prozent stammten von zwei oder mehr ethnischen Gruppen ab. 7,89 Prozent der Einwohner waren spanischer oder lateinamerikanischer Abstammung.
Von den 3.047 Haushalten hatten 32,7 Prozent Kinder oder Jugendliche, die mit ihnen zusammen lebten. 60,3 Prozent waren verheiratete, zusammenlebende Paare, 9,2 Prozent waren allein erziehende Mütter und 26,9 Prozent waren keine Familien. 24,5 Prozent waren Singlehaushalte und in 12,8 Prozent lebten Menschen im Alter von 65 Jahren oder darüber. Die durchschnittliche Haushaltsgröße betrug 2,52 und die durchschnittliche Familiengröße betrug 2,99 Personen.
23,4 Prozent der Bevölkerung war unter 18 Jahre alt, 10,0 Prozent zwischen 18 und 24, 29,8 Prozent zwischen 25 und 44, 21,6 Prozent zwischen 45 und 64 und 15,2 Prozent waren 65 Jahre alt oder älter. Das Medianalter betrug 37 Jahre. Auf 100 weibliche Personen kamen 120,4 männliche Personen und auf 100 Frauen im Alter von 18 Jahren oder darüber kamen 126,2 Männer.
Das jährliche Durchschnittseinkommen eines Haushalts betrug 32.500 USD, das Durchschnittseinkommen einer Familie betrug 37.323 USD. Männer hatten ein Durchschnittseinkommen von 28.838 USD, Frauen 20.216 USD. Das Prokopfeinkommen betrug 15.210 USD. 10,1 Prozent der Familien und 12,9 Prozent der Einwohner lebten unterhalb der Armutsgrenze.

## Orte
- Antelope
- Bryson
- Cundiff
- Gibtown
- Jacksboro
- Jermyn
- Joplin
- Perrin
- Postoak
- Senate
- Truce
- Vineyard
- Wizard Wells